# 에스에스모터스
에스에스모터스는 대한민국의 소규모 자동차 회사다. 2012년에 설립되었다.